# Manuel Sima
Manuel Sima Ntutumu Bindang (Libreville, Gabón, 31 de diciembre de 1988), simplemente conocido como Sima, es un futbolista naturalizado ecuatoguineano, que juega como delantero para el Cuarte Industrial en la Tercera División española (Grupo 17).

## Trayectoria
Sima empezó su carrera futbolística en el Akonangui FC de la Primera División de Guinea Ecuatorial, donde jugó por un tiempo hasta 2008. En ese año fichó por el Deportivo Mongomo de la misma liga.
En Mongomo estuvo dos años hasta que en 2010 se presentó, junto con su compañero de equipo Daniel Ekedo, a unas semanas de prueba con el San Roque de Lepe, de la  Segunda B española.
Transcurrido el periodo de prueba el secretario técnico del club lepero Alejandro Ceballos anunció la contratación de ambos jugadores. Aunque recalcó que Sima jugaría provisionalmente en el equipo filial, que jugaba en el grupo I de la Primera Andaluza.
Tras una temporada en el filial onubense, doce partidos jugados y dos goles anotados Sima fichó por el equipo zaragozano del CD La Muela.

## Selección nacional
En junio de 2008 Sima fue convocado por la selección filial de Guinea Ecuatorial para la Copa CEMAC celebrada ese año en Camerún. Jugó dos partidos y marcó un gol ante  Chad.
El 11 de octubre de 2008 Vicente Engonga, seleccionador ecuatoguineano para aquel entonces, lo llamó para un partido ante  Sudáfrica, aunque no llegó a debutar.
Su debut con la selección absoluta se produjo el 25 de mayo de 2009 cuando jugó un partido amistoso ante  Malí.

## Clubes
| Club                | País              | Temporada         | Liga                                   |
| ------------------- | ----------------- | ----------------- | -------------------------------------- |
| Akonangui FC        | Guinea Ecuatorial | - 2008            | Primera División de Guinea Ecuatorial  |
| Deportivo Mongomo   | Guinea Ecuatorial | 2008 - 2010       | Primera División de Guinea Ecuatorial  |
| San Roque de Lepe B | España            | 2010              | Primera División de Andalucía (España) |
| La Muela            | España            | 2011              | Segunda División B de España           |
| Cuarte Industrial   | España            | 2011 - Actualidad | Tercera División de España             |